# Crocothemis crocea
Crocothemis crocea är en trollsländeart som beskrevs av Navás 1917. Crocothemis crocea ingår i släktet Crocothemis och familjen segeltrollsländor. Inga underarter finns listade i Catalogue of Life.